# Mánturovo
Mánturovo (del ruso: Мантурово) es una localidad del óblast de Kostromá, en Rusia, centro administrativo del raión homónimo. Se encuentra en la orilla derecha del río Unzha, afluente del Volga, a 234 km al nordeste de la capital  del óblast, Kostromá. Su población era de 17 800 habitantes en 2010.

## Historia
La primera mención del pueblo de Mánturovo se remonta a 1617. En 1908, Mánturovo está unida a Viatka y a Perm por la línea de ferrocarril San Petersburgo-Viatka. Se desarrolla entonces la localidad como centro de la industria de explotación de los bosques. Recibe el estatus de ciudad en 1958.

## Demografía
| 1939 | 1959   | 1970   | 1979   | 1989   | 2002   | 2008   |
| ---- | ------ | ------ | ------ | ------ | ------ | ------ |
| 5900 | 16 300 | 21 500 | 22 600 | 22 500 | 19 547 | 18 300 |

## Economía
La empresa maderera finlandesa Ruuki ha previsto abrir un gran centro de explotación en Mánturovo e invertir cerca de un billón de euros, siempre que el gobierno ruso garantice el derecho de propiedad según las normas de la Organización Mundial del Comercio (OMC).